# Диалло, Бубакар
Бубака́р Диалло́ (фр. Boubacar Diallo; род. 22 ноября 1954) — сенегальский легкоатлет, специалист по бегу на короткие дистанции. Выступал за национальную сборную Сенегала по лёгкой атлетике в первой половине 1980-х годов, чемпион Африки, участник двух летних Олимпийских игр.

## Биография
Бубакар Диалло родился 22 ноября 1954 года.
Впервые заявил о себе в лёгкой атлетике на взрослом международном уровне в сезоне 1980 года, когда вошёл в основной состав сенегальской национальной сборной и благодаря череде удачных выступлений удостоился права защищать честь страны на летних Олимпийских играх в Москве. Стартовал здесь в беге на 100 и 200 метров, а также в эстафете 4 × 100 метров, но ни в одной из этих дисциплин квалифицироваться в финал не смог.
После московской Олимпиады Диалло остался в составе легкоатлетической команды Сенегала на ещё один олимпийский цикл и продолжил принимать участие в крупнейших международных соревнованиях. Так, в 1982 году он побывал на чемпионате Африки в Каире, откуда привёз награды бронзового и золотого достоинства, выигранные в беге на 100 и 200 метров соответственно. Кроме того, в этом сезоне на соревнованиях в Дакаре установил свой личный рекорд в беге на 100 метров, преодолев дистанцию ровно за 10 секунд.
В 1983 году отметился выступлением на чемпионате мира в Хельсинки, где стартовал в беге на 200 метров и в эстафете 4 × 400 метров. На соревнованиях в Эдмонтоне и Риети установил личные рекорды в беге на 200 и 400 метров, показав результаты 20,72 и 45,86 секунды соответственно.
Находясь в числе лидеров сенегальской национальной сборной, благополучно прошёл отбор на Олимпийские игры 1984 года в Лос-Анджелесе. На сей раз участвовал в беге на 400 метров и эстафете 4 × 400 метров, но вновь каких-то существенных результатов не добился, остановившись на предварительных этапах.